# 达西·哈德菲尔德
达西·哈德菲尔德（英語：Darcy Hadfield，1889年12月1日—1964年9月15日），新西兰男子赛艇运动员。他曾代表新西兰参加1920年夏季奥林匹克运动会赛艇比赛，获得男子单人双桨铜牌。